# Ilargus
Ilargus is een geslacht van spinnen uit de familie springspinnen (Salticidae).

## Soorten
De volgende soorten zijn bij het geslacht ingedeeld:
- Ilargus coccineus Simon, 1901
- Ilargus nitidisquamulatus Soares & Camargo, 1948
- Ilargus singularis Caporiacco, 1955